# Колорина
Колорина (итал. Colorina) је насеље у Италији у округу Сондрио, региону Ломбардија.
Према процени из 2011. у насељу је живело 962 становника. Насеље се налази на надморској висини од 313 м.

## Становништво
| 1936. | 1951. | 1961. | 1971. | 1981. | 1991. | 2001. | 2011. |
| ----- | ----- | ----- | ----- | ----- | ----- | ----- | ----- |
| 1.433 | 1.521 | 1.514 | 1.590 | 1.557 | 1.480 | 1.453 | 1.460 |